# Saison 4 de La Maison de Mickey
Chronologie
Saison 3 Aucune
Cet article présente le guide des épisodes des vingt-six épisodes de la quatrième saison de la série : La Maison de Mickey dont la diffusion a duré du 5 novembre 2012 au 6 novembre 2016.

## Guide des épisodes

### Épisode 1:Mickey et Donald ont une ferme
- États-Unis : 5 novembre 2012

### Épisode 25:La collection d'hiver de Minnie - (Partie 1/2)
- États-Unis : 20 décembre 2013

### Épisode 26:La collection d'hiver de Minnie - (Partie 2/2)
- États-Unis : 27 décembre 2013